# Palazzo Contarini Michiel a San Barnaba

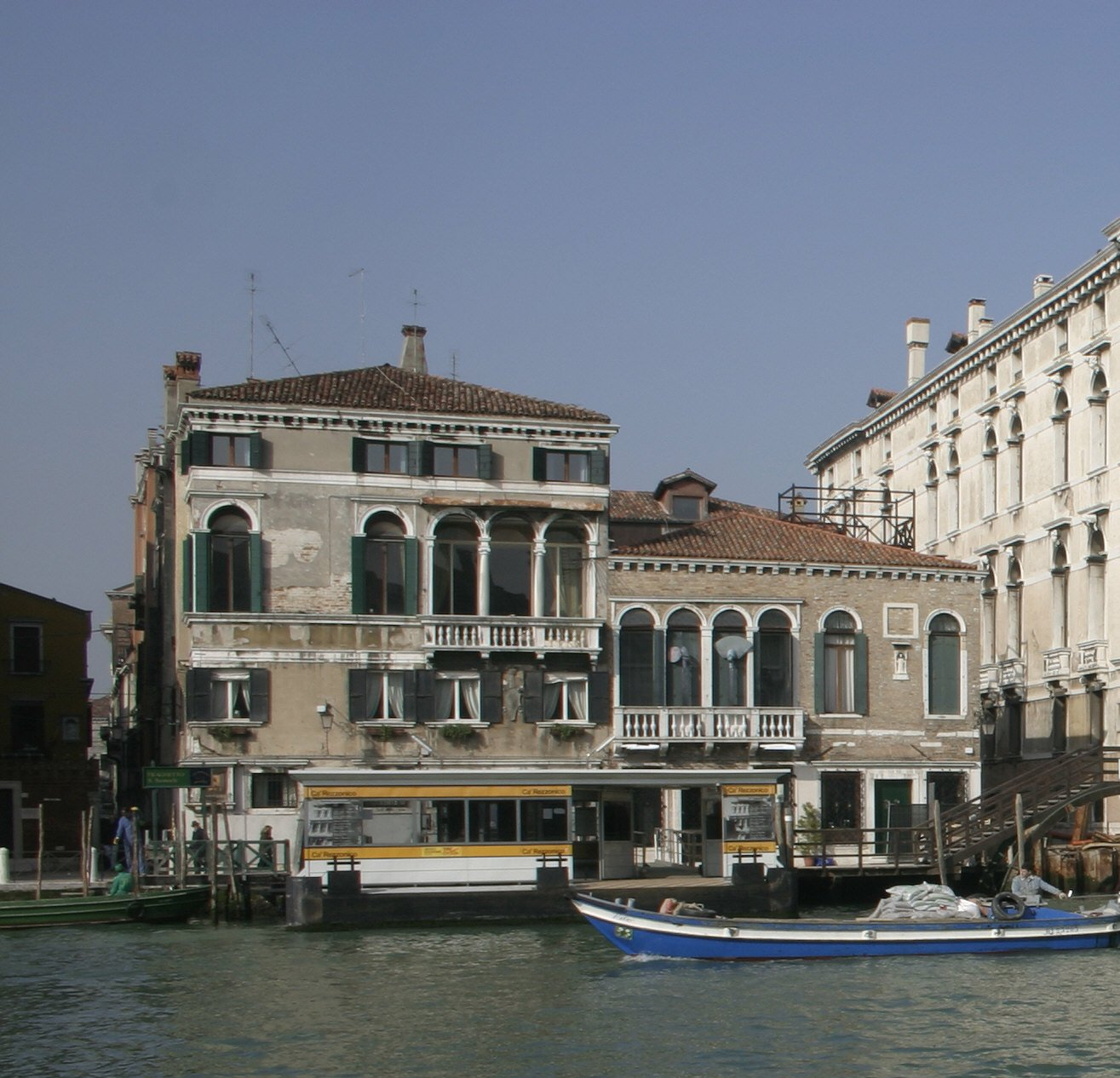
Die beiden Baukörper des Palazzo Contarini Michiel

Palazzo Contarini Michiel a San Barnaba ist ein Palast in Venedig in der italienischen Region Venetien. Er liegt im Sestiere Dorsoduro mit Blick auf den Canal Grande zwischen dem Ca’ Rezzonico und dem Palazzetto Stern und in der Nähe der Kirche San Barnaba.

## Geschichte
Die Familie Contarini ließ den Palast im 16. Jahrhundert erbauen; dann fiel er an die Familie Michiel, ohne dass man den Grund oder das genaue Datum des Besitzübergangs wüsste. Vermutlich bestand er bereits von Anfang an aus zwei separaten Baukörpern. Die beiden Paläste wurden im 18. Jahrhundert miteinander verbunden (vermutlich im Auftrag von Teresa Corner Duodo); das Herrenhaus ging zunächst in das Eigentum der Familie Donà über und dann in das des Bildhauers Valentino Besarel. Letzterer kümmerte sich persönlich um eine minuziöse Restaurierung. 2009 wurde das Anwesen vom Architekten Giovanni Battista Rubin erneut sorgfältig restauriert.

## Beschreibung
Die Hauptfassade zum Canal Grande besteht aus zwei deutlich unterscheidbaren Fassaden und entbehrt architektonischer Kontinuität in den stilistischen Details, zum Beispiel der Fensteraufteilung. Die bemerkenswertesten Elemente der inhomogenen Komposition sind ohne Zweifel die beiden Mehrfachfenster, die fast nebeneinander liegen: Der linke Baukörper zeigt ein nach rechts aus der Mitte verschobenes Dreifachfenster, der rechte Baukörper ein tiefer liegendes, nach links aus der Mitte verschobenes Vierfachfenster. Hinter dem Haus liegt ein großer Privatgarten. Die Innenräume im Zwischen- und Hauptgeschoss des linken Palastes sind mit Stuckarbeiten im Stile des Neurokoko verziert, die vom Anfang des 20. Jahrhunderts stammen und dessen Urheber man nicht kennt.